# Porcellio ornatus
Porcellio ornatus là một loài chân đều trong họ Porcellionidae. Loài này được H. Milne Edwards miêu tả khoa học năm 1840.